# トマス・アーチャー・ハースト

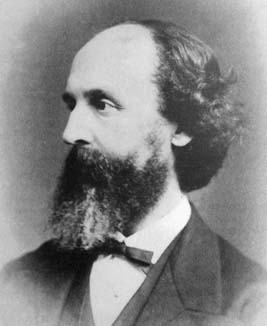
トマス・ハーストの写真。

トマス・アーチャー・ハースト（英: Thomas Archer Hirst、1830年4月22日 – 1892年2月16日
、FRS）は、19世紀イングランドの数学者。幾何学を専攻した。1883年、王立協会よりロイヤル・メダルを授与された。

## 生い立ち

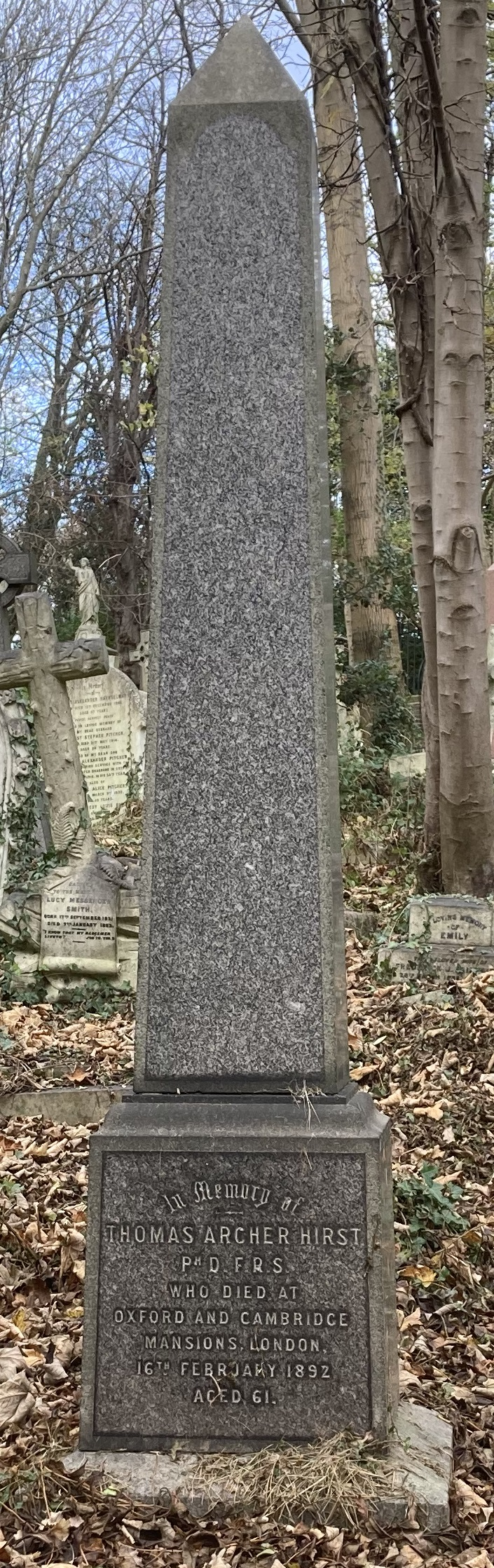
ハイゲイト墓地のハーストの墓地。

1830年にヨークシャーのヘックモンドワイクで、羊毛貿易商の下に、4人兄弟の末子として生まれた。よりよい学校に通うために家族全員でウェイクフィールドに移住した。トマス・ハーストは1841年からウェイクフィールド初等学校に通った。この頃の自身について彼は 、
"... I could obtain the most rudimentary and necessary instruction. I remember, however, that here mathematics was my favourite study ..."
（...私は最も初歩的で不可欠な指導を受けることができた。しかしここでは、数学が最も好みの勉強だったことを覚えている...）
と語っている。ハリファクスで見習いエンジニアになるために16歳で学校を去り、同じくエンジニアとして働いていた10歳上のジョン・ティンダルと出会った。
10代後半で、ティンダルの薦めでドイツで教育を受けること、最初は化学について学ぶことを決心した。最終的にハーストは1852年にマールブルク大学でフリードリヒ・ルートヴィヒ・シュテークマン（Friedrich Ludwig Stegmann）の下、数学の博士号を獲得した。1853年、ヤコブ・シュタイナーの幾何学の講義を受けるためベルリン大学に通った。1854年、アンナ・マーティン（Anna Martin）と結婚した。また、数学者と出会うために1850年代の殆どをヨーロッパで過ごし、相続した財産を自身に使った。
1860年から1864年まで、ハーストはユニヴァーシティ・カレッジ・スクールで教職を勤め、 より多くの時間を数学研究に充てるために退職した。1865年、ユニヴァーシティ・カレッジ・ロンドンの物理学教授に任命され、 1867年にUCLで数学教授のオーガスタス・ド・モルガンの後任を務めた。1873年、グリニッジ王立海軍大学校の初任教務部長を任された。1882年に退職し、ウィリアム・デイヴィッドソン・ニーヴェンに引き継いだ。
1860代以降から、ハーストはイングランドでイギリス国内の科学の行政委員会に時間を費やした。王立協会やイギリス科学振興協会、ロンドン数学会の運営議会に積極的に参加した。数学のカリキュラムの改革のために教会を設立し、女性教育の促進に精を出した。旧友ティンダルとハーストはトマス・ヘンリー・ハクスリーのロンドンXクラブの会員だった。1892年、ハーストはロンドンで没した。四週間後に最後の論文が発表され、ハイゲイト墓地西方に埋葬された。

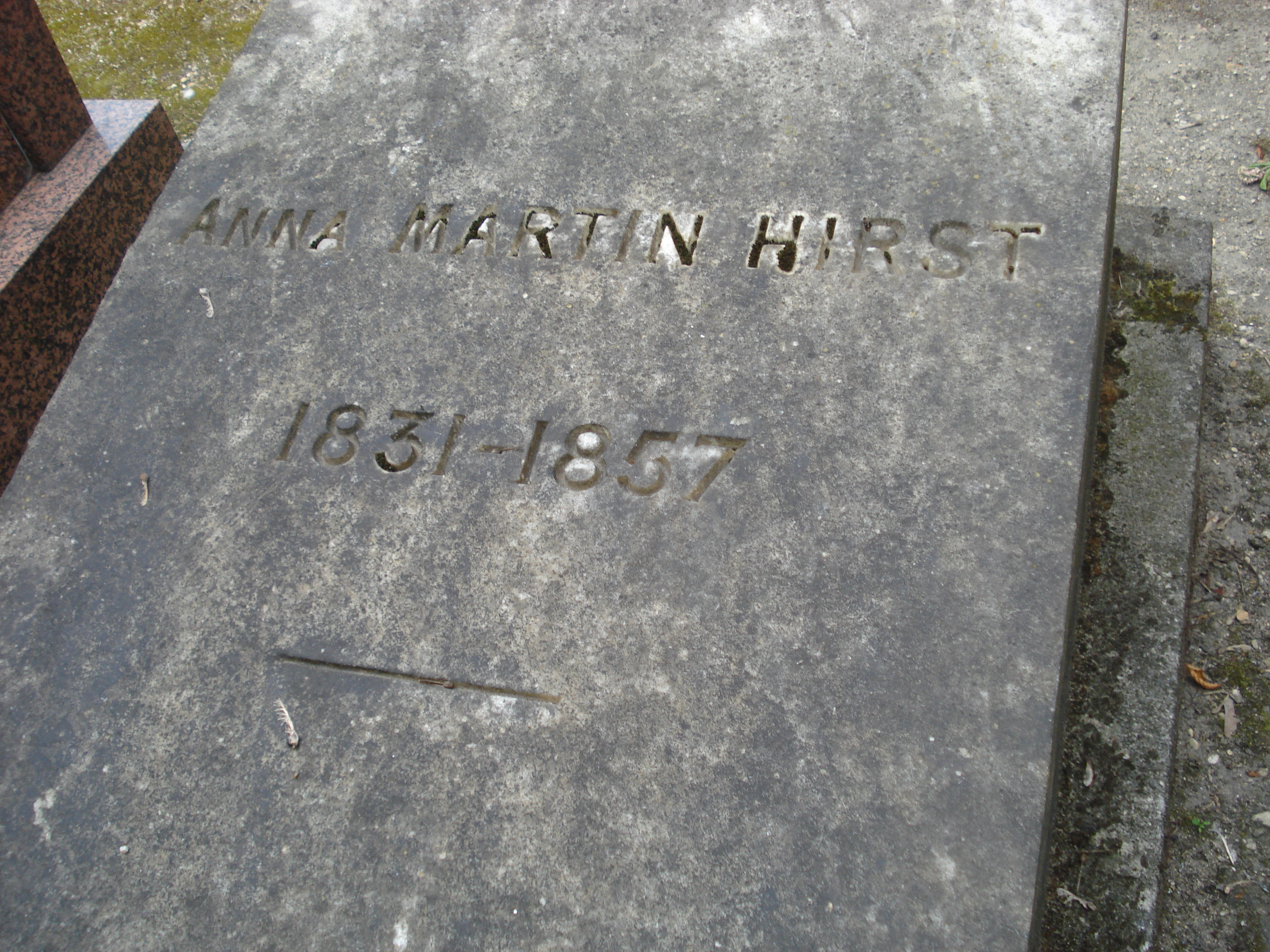
トマス・ハーストの妻アンナ・マーティン＝ハースト（1831 – 1857）は、モントマルトル墓地に埋葬された。

### 偉功
若い頃のハートはノート（しばしば Journal と呼ばれる）に彼の見聞きしたこと、考えたことをすべて記録していた。 この並大抵でない50年間の記録は王立研究所図書館に収蔵されている。このノートによって、現在でも彼が教授になる前にどのように思考を発展させていったかを知ることができる。例えば、ロバート・チェンバースのVestiges of the Natural History of Creationを読んだことによる影響などが挙げられる。
"Almost no-one reads like this anymore. It is the reading practice of a self-improving autodidact, shaped by Bible-reading amongst denominations of learned liberal Dissent... Hirst copied large chunks into his journal... the journal shows that Hirst moved between Vestiges and other related works such as Paley's Natural Theology and John Arthur Phillips' Geology of Yorkshire..."
ハーストとティンダルは、"Journal"や手紙の中で、痕跡（とりわけ地質学的な痕跡）は創世記の話と神の介入の証拠に対抗するよい証拠になると考えた。ただし2人は無神論者ではなかった。単純に、彼らは旧約聖書の一部は寓話的と結論付けたのである。

### 数学
ハーストはポンスレとシュタイナーの形式を継ぐ射影幾何学者だった。また、友人のケイリーやシルベスターの代数幾何学的アプローチを信奉していたわけではなかった。彼の専攻分野はクレモナ変換である。